# Оштрица
Оштрица је мало ненасељено острво у хрватском делу Јадранског мора.
Налази се између залива Лука и Мртовац, на острву Каприје. Површина острва износи 0,021 km². Дужина обалске линије је 0,54 km.. 